# Dana Schoenfield
Dana Lee Schoenfield (ur. 13 sierpnia 1953 w Harvey) – amerykańska pływaczka, srebrna medalistka olimpijska z Monachium.
Zawody w 1972 były jej jedynymi igrzyskami olimpijskimi. Zdobyła srebro na dystansie 200 m stylem klasycznym. Wyprzedziła ją jedynie Australijka Beverley Whitfield.